# Yanaizu, Fukushima
Yanaizu (柳津町 Yanaizu-machi) là thị trấn thuộc huyện Kawanuma, tỉnh Fukushima, Nhật Bản. Tính đến ngày 1 tháng 10 năm 2020, dân số ước tính thị trấn là 3.081 người và mật độ dân số là 18 người/km2. Tổng diện tích thị trấn là 175,8 km2.

## Địa lý

### Đô thị lân cận
- Fukushima
  - Nishiaizu
  - Aizubange
  - Aizumisato
  - Shōwa
  - Mishima
  - Kaneyama

## Giao thông

### Đường sắt
JR East – Tuyến Tadami
- Aizu-Yanaizu - Gōdo - Takiya

### Cao tốc/Xa lộ
- Quốc lộ 49
- Quốc lộ 252
- Quốc lộ 400